# So Far, So Good... So What!
So Far, So Good... So What! —en español, del refrán inglés: Hasta ahora bien... ¿Y qué?— es el tercer álbum de estudio del grupo musical estadounidense de thrash metal Megadeth. Fue lanzado al mercado por Capitol Records el 19 de enero de 1988. Una versión remixada y una versión remasterizada, con varios bonus tracks, fue lanzada en el 2004.
«In My Darkest Hour» fue escrita por Dave Mustaine poco tiempo después de la muerte de Cliff Burton el 27 de septiembre de 1986. Se dice que esta canción fue dedicada a Cliff Burton, pero solamente la parte instrumental, ya que la letra es dedicada por completo a una exnovia de Dave Mustaine.
«Anarchy in the U.K.» es un cover del grupo musical de punk rock Sex Pistols. En este cover participa el guitarrista de Sex Pistols Steve Jones. Es el único álbum de estudio de estudio en donde participan Jeff Young y Chuck Behler.

## Antecedentes y producción
El guitarrista Chris Poland y el baterista Gar Samuelson habían sido despedidos de la banda luego de la finalización de la gira Peace Sells por comportamiento disruptivo, incluido el hábito de Poland de empeñar el equipo de la banda para comprar drogas. Samuelson fue reemplazado inmediatamente por su técnico de batería, Chuck Behler. Sin embargo, un nuevo guitarrista tardaría más en aparecer. Al principio, la banda contrató al guitarrista Jay Reynolds de la banda Malice, pero Reynolds no estaba a la altura de la grabación, y posteriormente fue reemplazado por su maestro de guitarra, Jeff Young.  Dave Mustaine desde entonces ha expresado su pesar por la forma en que manejó el despido de Reynolds.
El trabajo en el álbum comenzó mientras Reynolds estaba en la banda, pero continuó después de que Young se uniera. Para la mezcla del álbum, el sello recurrió a Paul Lani, quien había realizado el remix del álbum anterior de la banda, Peace Sells... but Who's Buying?. Inicialmente, Mustaine se mostró escéptico, pero luego se enfadó mucho con las "excentricidades" de Lani y su forma de manejar las cosas. Para mezclar el álbum, Lani se mudó junto con Mustaine a Bearsville Studios, cerca de Woodstock, Nueva York, aparentemente con el propósito de inspirarse. Mustaine decidió que tenía sus límites cuando él, después de despertarse y preparar café, notó a Lani afuera en ropa interior que le daba una manzana a un venado. Mustaine voló de regreso a Los Ángeles ese mismo día y despidió a Lani, quien fue reemplazado por Michael Wagener. Mustaine ha criticado desde entonces los esfuerzos de mezcla "vulgares" de Wagener, citando la "sensación lodosa" del álbum, en particular. Mustaine pudo reclutar al guitarrista de los Sex Pistols, Steve Jones, para interpretar partes de guitarra en "Anarchy in the U.K".

## Música y letras
Según el crítico musical J. D. Considine de Spin, So Far, So Good... So What! muestra música interpretada en "volúmenes que se acercan al umbral del dolor". Este fue el primer álbum donde otro miembro de la banda además de Mustaine contribuyó a la escritura, con el bajista David Ellefson contribuyendo a la letra o la música en la mitad de las canciones del álbum. El álbum presenta solos de guitarra rápidos, múltiples cambios de tempo y destreza técnica. Mike Stagno de Sputnikmusic observó que el álbum ofrece el clásico estilo de "no tomar prisioneros"(es decir, un estilo despiadado musicalmente hablando), que comúnmente se asocia con Megadeth; Sin embargo, señaló que el sonido no difiere mucho de las otras bandas de metal underground de ese período. Jim Farber de Rolling Stone llamó a las voces de Mustaine "sedientas de sangre" y alabó a la musicalidad por mantener un ritmo rítmico incluso en los "momentos más anárquicos". El periodista de Los Angeles Times, Dennis Hunt, señaló que la música estaba llena de instrumentales extensos y "tórridos" y describió el canto de Mustaine como una combinación de gritos y gritos extremos. A pesar de la visión positiva, "Anarchy in the U.K." recibió algunas críticas negativas, en parte porque se percibía que carecía de la rebeldía de la versión original.   
Los temas líricos en el álbum exploran una variedad de temas, desde el holocausto nuclear ("Set the World Afire") hasta el revisionismo y la censura ("Hook in Mouth"). Aun así, la mayoría de las canciones están acompañadas por el mismo sentimiento de desilusión y nihilismo que sus dos álbumes anteriores. A diferencia de los temas tradicionales relacionados con la música heavy metal, la canción "In My Darkest Hour" contiene letras emocionales que tratan sobre la soledad y el aislamiento. Dave Mustaine reveló que trató de escribir sobre temas que estaban en contacto con la realidad, incluidos los problemas sociales y los temas tabú. La letra del cover de Megadeth de "Anarchy in the U.K." estaba un poco equivocada porque Mustaine afirmó que la había escuchado incorrectamente.

## Lista de canciones
1. «Into the Lungs of Hell» [Instrumental] (Mustaine) – 3:22
2. «Set the World Afire» (Mustaine) – 5:48
3. «Anarchy in the U.K.» (Matlock / Rotten / Cook / Jones) – 3:01
4. «Mary Jane» (Mustaine / Ellefson) – 4:25
5. «502» (Mustaine) – 3:29
6. «In My Darkest Hour» (Mustaine / Ellefson) – 6:26
7. «Liar» (Mustaine / Ellefson) – 3:20
8. «Hook in Mouth» (Mustaine / Ellefson) – 4:49

### Pistas adicionales reedición de 2004
1. «Into the Lungs of Hell (Paul Lani Mix)» (Mustaine) – 3:31
2. «Set the World Afire (Paul Lani Mix)» (Mustaine) – 5:52
3. «Mary Jane (Paul Lani Mix)» (Mustaine / Ellefson) – 4:08
4. «In My Darkest Hour (Paul Lani Mix)» (Mustaine / Ellefson) – 6:11

## Créditos
- Dave Mustaine: Voz y guitarra.
- Jeff Young: Guitarra rítmica y acústica.
- Chuck Behler: Batería.
- David Ellefson: Bajo y coros.
- Steve Jones (Sex Pistols): Guitarra en «Anarchy in the U.K.».

## Posición en listas
Álbum
| Año  | Lista             | Posición |
| ---- | ----------------- | -------- |
| 1988 | The Billboard 200 | 28       |